# Championnat du Pérou de football 1975
Navigation
Saison précédente Saison suivante
La saison 1975 du Championnat du Pérou de football est la quarante-septième édition du championnat de première division au Pérou. La compétition regroupe les dix-huit meilleures équipes du pays au sein d'une poule unique où elles s'affrontent deux fois au cours de la saison. Les six premiers se qualifient pour la Liguilla tandis que deux équipes sont reléguées : la dernière du classement et la moins bonne équipe d'une des provinces comptant plus d'une équipe en Primera Division. De plus, il n'y a pas de promotion pour permettre le passage du championnat de 18 à 16 équipes.
C'est l'Alianza Lima qui remporte la compétition après avoir terminé en tête de la Liguilla, avec six points d'avance sur Alfonso Ugarte et le tenant du titre, Universitario de Deportes. C'est le 15e titre de champion du Pérou de l'histoire du club, qui rejoint Universitario en tant que club le plus titré de l'histoire du championnat.

## Les clubs participants
| - Alianza Lima - Sport Boys - Atlético Chalaco - Universitario de Deportes - Carlos A. Mannucci - Club Centro Deportivo Municipal - Juan Aurich - FBC Melgar - Alfonso Ugarte | - Deportivo Junin - Atlético Grau - Cienciano del Cusco - Sporting Cristal - Defensor Lima - Unión Tumán - León de Huánuco - Union Huaral - Colegio Nacional de Iquitos |

## Compétition
Le barème utilisé pour établir les différents classements est le suivant :
- Victoire : 2 points
- Match nul : 1 point
- Défaite, forfait ou abandon : 0 point

### Tournoi décentralisé
| Rang | Équipe                          | Pts | J  | G  | N  | P  | Bp | Bc | Diff |
| ---- | ------------------------------- | --- | -- | -- | -- | -- | -- | -- | ---- |
| 1    | Alianza Lima                    | 50  | 34 | 19 | 12 | 3  | 62 | 25 | +37  |
| 2    | Alfonso Ugarte                  | 45  | 34 | 19 | 7  | 8  | 65 | 39 | +26  |
| 3    | Universitario de Deportes (T)   | 42  | 34 | 16 | 10 | 8  | 43 | 38 | +5   |
| 4    | FBC Melgar                      | 38  | 34 | 12 | 14 | 8  | 48 | 39 | +9   |
| 5    | Juan Aurich                     | 37  | 34 | 12 | 13 | 9  | 36 | 26 | +10  |
| 6    | Deportivo Junín                 | 37  | 34 | 15 | 7  | 12 | 57 | 52 | +5   |
| 7    | Atlético Chalaco                | 35  | 34 | 13 | 9  | 12 | 50 | 39 | +11  |
| 8    | Sporting Cristal                | 35  | 34 | 12 | 11 | 11 | 35 | 35 | 0    |
| 9    | Carlos A. Mannucci              | 34  | 34 | 12 | 10 | 12 | 40 | 44 | -4   |
| 10   | Sport Boys                      | 32  | 33 | 9  | 14 | 10 | 20 | 24 | -4   |
| 11   | Club Centro Deportivo Municipal | 31  | 34 | 9  | 13 | 12 | 41 | 45 | -4   |
| 12   | Unión Huaral                    | 31  | 34 | 10 | 11 | 13 | 42 | 48 | -6   |
| 13   | Colegio Nacional de Iquitos     | 31  | 34 | 11 | 9  | 14 | 40 | 50 | -10  |
| 14   | Defensor Lima                   | 29  | 34 | 8  | 13 | 13 | 37 | 51 | -14  |
| 15   | Unión Tumán                     | 28  | 34 | 9  | 10 | 15 | 41 | 41 | 0    |
| 16   | Cienciano del Cusco             | 28  | 34 | 10 | 8  | 16 | 44 | 53 | -9   |
| 17   | León de Huánuco                 | 27  | 34 | 6  | 15 | 13 | 30 | 55 | -25  |
| 18   | Atlético Grau                   | 22  | 34 | 8  | 6  | 20 | 31 | 58 | -27  |

|  | Qualification pour la Liguilla |
|  | Relégation en Segunda Division |
|  | (T) : Tenant du titre          |

### Liguilla
| Rang | Équipe                        | Pts | J  | G  | N  | P  | Bp | Bc | Diff |
| ---- | ----------------------------- | --- | -- | -- | -- | -- | -- | -- | ---- |
| 1    | Alianza Lima                  | 57  | 39 | 22 | 13 | 4  | 69 | 28 | +41  |
| 2    | Alfonso Ugarte                | 51  | 39 | 22 | 7  | 10 | 75 | 46 | +29  |
| 3    | Universitario de Deportes (T) | 51  | 39 | 20 | 11 | 8  | 51 | 41 | +10  |
| 4    | FBC Melgar                    | 42  | 39 | 14 | 14 | 11 | 55 | 47 | +8   |
| 5    | Juan Aurich                   | 46  | 39 | 17 | 12 | 10 | 54 | 40 | +14  |
| 6    | Deportivo Junín               | 37  | 39 | 15 | 7  | 17 | 60 | 62 | -2   |

|  | Qualification pour la Copa Libertadores 1976             |
|  | Qualification pour le barrage pré-Copa Libertadores 1976 |
|  | (T) : Tenant du titre                                    |

#### Barrage pré-Copa Libertadores
| Équipe 1       | Résultat      | Équipe 2                  |
| -------------- | ------------- | ------------------------- |
| Alfonso Ugarte | 0 - 0 5-4 tab | Universitario de Deportes |

## Bilan de la saison
| Championnat du Pérou de football 1975 |                                  |
| Champion                              | Alianza Lima (15e titre)         |
| Qualifications continentales          |                                  |
| Copa Libertadores 1976                | Alianza Lima                     |
| Copa Libertadores 1976                | Alfonso Ugarte                   |
| Promotions et relégations             |                                  |
| Promus en Primera División            | Aucun (passage de 18 à 16 clubs) |
| Relégués en Segunda División          | Unión Tumán                      |
| Relégués en Segunda División          | Atlético Grau                    |